# Centrotypus laminifer
Centrotypus laminifer är en insektsart som beskrevs av Walker 1857. Centrotypus laminifer ingår i släktet Centrotypus och familjen hornstritar. Inga underarter finns listade i Catalogue of Life.